# بلانت‌من و کرونیک
بلانت‌من و کرونیک (انگلیسی: Bluntman and Chronic) (چتی و علفی) شخصیت‌هایی هستند که در مجموعهٔ خیالی کتاب کمیکی به همین نام حضور دارند و در فیلم‌های به دنبال ایمی، جی و باب ساکت پاتک می‌زنند و ریبوت جی و باب ساکت دیده می‌شوند. کتاب‌های کمیک واقعیِ بلانت‌من و کرونیک که بر اساس این مجموعهٔ خیالی فیلم‌کمیک ساخته شده‌اند، پس از انتشار فیلم جی و باب ساکت پاتک می‌زنند منتشر شدند. هم فیلم‌ها و هم کتاب‌های کمیک توسط نویسنده و بازیگر کوین اسمیت خلق شده‌اند. طراح لباس این شخصیت‌ها هنرمند کمیک مایک آلرد بوده است.
در اصطلاحات عامیانه انگلیسی، بلانت‌من به صورت تحت‌اللفظی به معنی مرد چت‌شده و کرونیک به معنی ماری‌جوآنای بسیار قوی است.

## فیلم‌ها
در فیلم به‌دنبال ایمی، بنکی ادواردز (با بازی جیسون لی) و هولدن مک‌نیل (با بازی بن افلک) مجموعه‌ای از کمیک را بر اساس دوستان مشهوری که اهل نشئگی هستند، یعنی جی و باب ساکت، خلق می‌کنند. سه شمارهٔ نخست این مجموعه خیلی زود به فروش می‌رسد. در مقطعی، ام‌تی‌وی به بنکی و هولدن پیشنهاد ساخت مجموعه پویانمایی می‌دهد. بنکی مایل به انجام آن است، اما هولدن به دلایل «هنری» آن را رد می‌کند. مدتی بعد، هولدن اختیار کمیک را به بنکی واگذار می‌کند و شراکت آن‌ها پایان می‌یابد.
در فیلم جی و باب ساکت پاتک می‌زنند، بنکی ادواردز حقوق اثر بلانت‌من و کرونیک را به میرامکس فروخته است که به‌دنبال موفقیت اخیر فیلم مردان ایکس، ساخت نسخهٔ سینمایی این کمیک را آغاز می‌کند. کارگردانی تولید میرامکس را چاکا لوتر کینگ (با بازی کریس راک) بر عهده دارد و جیسن بیگز نقش بلانت‌من را (که در طول فیلم با نام پای آمریکایی شناخته می‌شود)، جیمز ون در بیک نقش کرونیک را و مارک همیل نقش شرورِ داستان به نام کاک‌ناکِر (کیرکوب) را ایفا می‌کنند. با این حال، فیلم‌برداری با حضور جی و باب ساکت که برای متوقف کردن فیلم آمده‌اند دچار اختلال می‌شود، چرا که نگران‌اند فیلم موجب خدشه‌دار شدن شهرتشان شود (پس از آنکه از طریق یک وبگاه شایعات سینمایی، نظرات ترول‌های اینترنتی دربارهٔ فیلم و شخصیت‌ها را دیدند). در بخشی از داستان، جی و باب ساکت به اشتباه به‌جای بازیگرهای جایگزین بیگز و ون در بیک شناخته می‌شوند و در برخی صحنه‌ها حضور می‌یابند. ماه‌ها بعد، فیلم منتشر می‌شود. یکی از شخصیت‌های فیلم به نام هوپر ایکس از آن به‌عنوان «لطیفه‌ای ۹۰ دقیقه‌ای دربارهٔ همجنس‌گرایی» یاد می‌کند و آن را «مثل تماشای دوبارهٔ بتمن و رابین » می‌داند. سپس جی و باب ساکت با پول حق امتیازشان، همهٔ کسانی را که در اینترنت به آن‌ها توهین کرده بودند، پیدا کرده و کتک می‌زنند.